# Édouard Duchâtelet
Édouard Duchâtelet, né en 29 février 1828 à Condé-sur-l'Escaut et mort le 22 février 1910 à Paris, est un architecte français.

## Biographie
Édouard Hyacinthe Félix Duchâtelet naît le 29 février 1828 à Condé-sur-l'Escaut (Nord). Il intègre l'École des beaux-arts de Paris en 1847 et devient l'élève d'Hippolyte Le Bas. À l'École centrale des arts et manufactures, il devient professeur de dessin architectural. Il remplit les fonctions de commissaire voyeur de la Ville de Paris, d'arbitre au Tribunal de commerce et d'expert au Tribunal civil. Parallèlement, il conçoit divers édifices tant à Paris que dans le reste de la métropole. Il décède le 22 février 1910, à 8 h 15, à Paris, à la maison de santé sise 19 rue Oudinot. Ses obsèques sont célébrées le 24 en l'église Saint-Sulpice et il est inhumé au cimetière du Père-Lachaise.

## Distinctions
- Chevalier de la Légion d'honneur (décret du 4 décembre 1877)[1]